# Triepeolus timberlakei
Triepeolus timberlakei är en biart som beskrevs av Cockerell 1929. Triepeolus timberlakei ingår i släktet Triepeolus och familjen långtungebin. Inga underarter finns listade i Catalogue of Life.